# Adalbertstraße 53 (München)

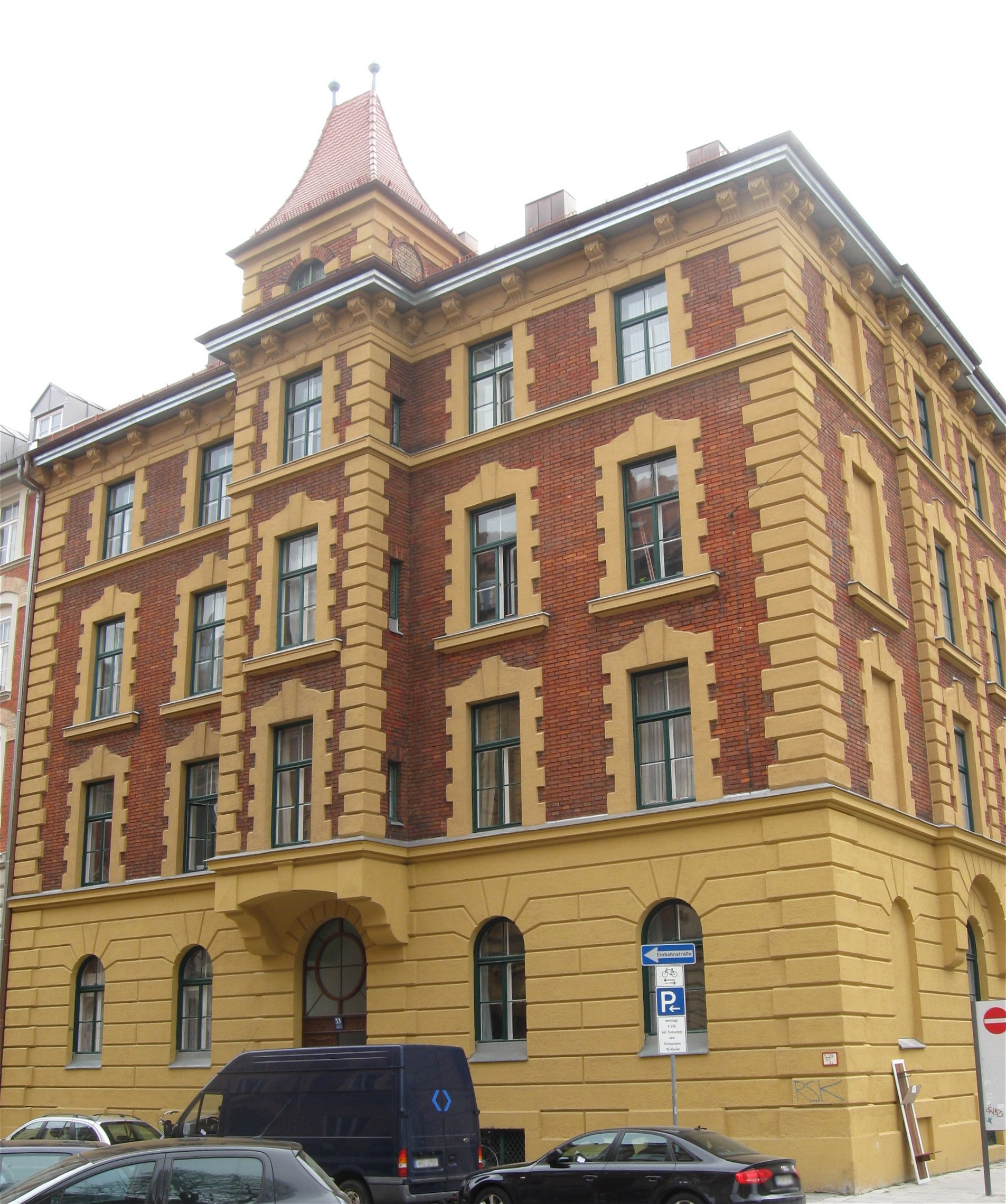
Haus Adalbertstraße 53 in München

Das Gebäude Adalbertstraße 53 im Stadtteil Maxvorstadt der bayerischen Landeshauptstadt München ist ein geschütztes Baudenkmal.
Der viergeschossige Mietshaus in der Adalbertstraße wurde 1882/83 für den Bauunternehmer Johann Widmann errichtet, der zahlreiche Grundstücke in der Maxvorstadt besaß. Der Neurenaissancebau in Ecklage, mit drei Fensterachsen an der Schraudolphstraße und fünf Achsen an der Adalbertstraße, besitzt eine backsteinverblendete Fassade mit Erkerturm. Ein hohes Tonnengewölbe überfängt den Hauseingang in der mittleren Achse. Das Erdgeschoss ist mit einer Putzrustika versehen und die Fenster sind mit Putzrahemn umgeben. Der Turmerker vom ersten Obergeschoss bis zum Dach wird von einem Zeltdach bekrönt. An der Schraudolphstraße ist der Fassade mittig ein flacher Erker vorgelegt. 